# Botermarkt (Leiden)
De Botermarkt is een aan de Nieuwe Rijn gelegen winkelstraat in de Nederlandse stad Leiden. Aan de Botermarkt vindt men veel horeca en er zijn terrasjes tegen de gevels en aan de waterkant.
Op de Botermarkt staat een bronzen standbeeld, genaamd de Viskoopman, van de Leidse beeldhouwer Gerard Brouwer. Het beeld werd geplaatst in 1984 en behoort tot een reeks van drie, samen met de Bloemenkoopman en de Lakenkoopman.

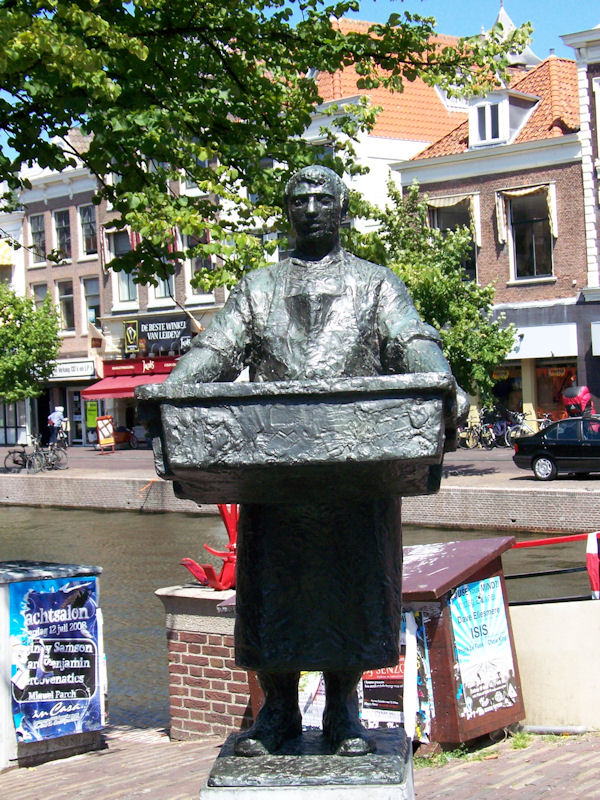
De Viskoopman van Gerard Brouwer, Botermarkt, bij de Karnemelksbrug
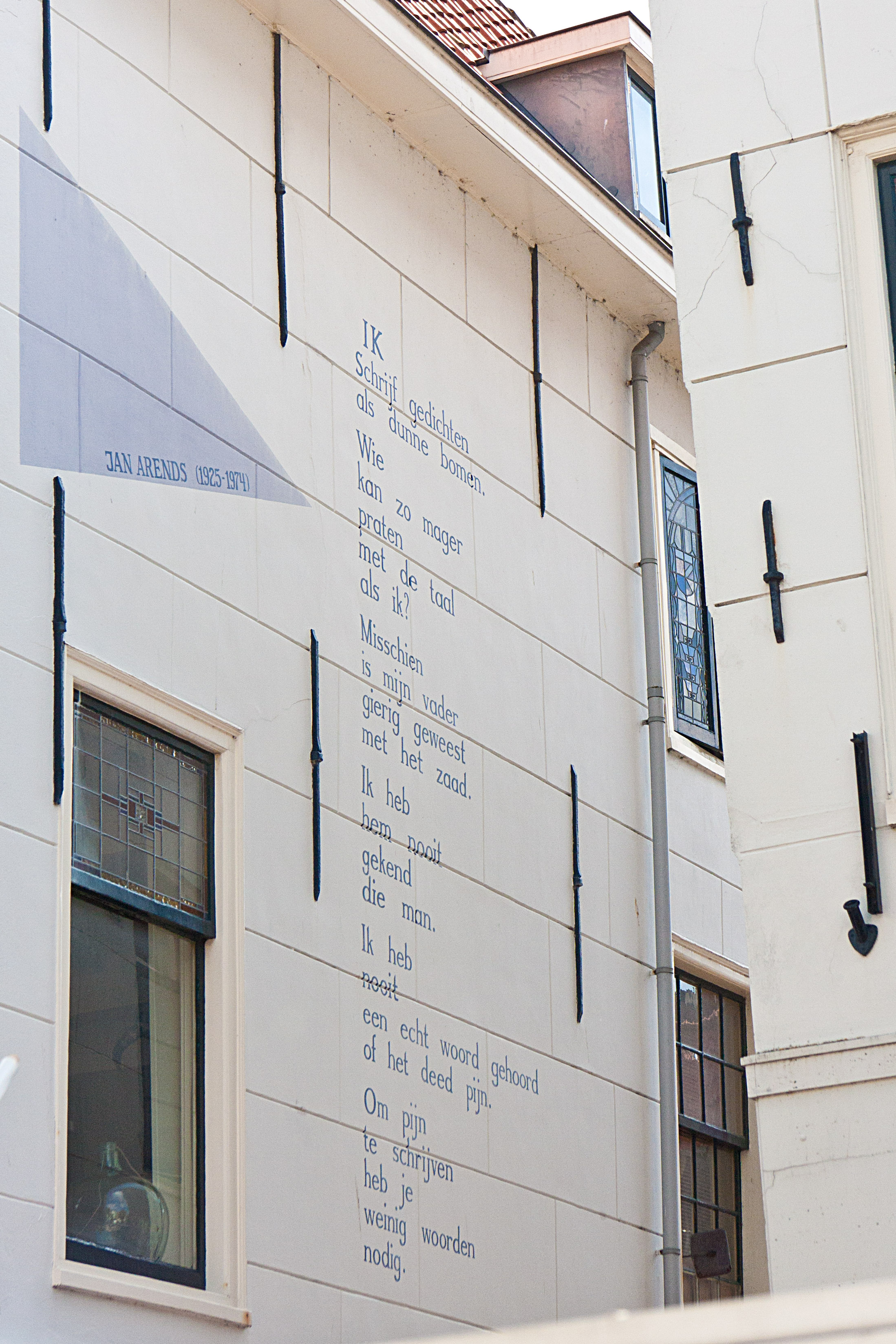
Muurgedicht (Ik / schrijf gedichten / als dunne bomen) van Jan Arends, Botermarkt 12, hoek Choorlammersteeg

Aalmarkt · Beschuitsteeg · 4e Binnenvestgracht · Botermarkt · Bouwelouwensteeg · Breestraat · Diefsteeg ·  Fokkestraat · Galgewater · Groenesteeg · Haarlemmerstraat · Hogewoerd · Korte Bouwelouwensteeg · Lammermarkt · Noordeinde · Van der Werfstraat  · Witte Singel · Zoeterwoudsesingel